# 福特山
福特山（英語：Ford Massif）
是南極洲的山峰，位於埃爾斯沃思地，屬於蒂爾山脈的一部分，長28公里、寬9公里，海拔高度2,810米，現時由南極條約體系管理。